# Велосипедный подъёмник Трампэ
Велосипедный подъемник Трампэ (норв. Sykkelheisen Trampe) был изобретён и установлен в 1993 году Ярлом Ванвиком. Стоимость установки одного метра системы подъёмника порядка 15-20 тысяч норвежских крон (~140 тысяч рублей на декабрь 2019 года), авторы системы утверждают, что это примерно столько же, сколько построить обычную велодорожку в городской черте. Основной целью создания подъёмника было увеличение количества велосипедистов в городе Тронхейм. Длина подъёмника 130 м, максимальная длина для подобной системы — 500 м. Это первый и единственный в мире велосипедный подъёмник.
В 2013 году подъёмник был переименован в Cyclocable и модернизирован компанией Skirail, входящей в группу Poma.

## Использование
Использование Trampe бесплатно. До 2013 года для включения подъёмника был нужна специальная карта стоимостью 100 норвежских крон (около 700 рублей по курсу на момент перевода, декабрь 2019).
При использовании подъёмника правая нога ставится в начальную точку механизма подъёмника (левая нога остается на педали велосипеда). После нажатия кнопки «Пуск» опора для ноги движется вперёд, и из механизма на поверхность поднимается подножка. Распространённая ошибка среди туристов и других начинающих пользователей заключается в том, что они не держат правую ногу отставленной в сторону и не наклоняют тело вперед. Это затрудняет поддержание равновесия на подножке и может привести к падению. Кроме велосипедистов, подъёмником пользуются родители с колясками (вторую ногу ставят на заднюю ось коляски) и подростки, которые ухитряются стоять на подножке для одной ноги всем весом.
В тёплое время года Trampe широко используются как для регулярных передвижений жителями Тронхейма, так и туристами.